# Keawe
Keawe è un film del 2004, esordio cinematografico di Valerio Binasco, liberamente tratto dal racconto di Robert Louis Stevenson Il diavolo nella bottiglia.

## Trama
Periferia di Genova. Keawe vive in un tugurio e non ha un vero lavoro. Per racimolare qualche spicciolo, fa la statua vivente nelle strade della città. Un giorno, nel piattino delle offerte lasciate dai passanti, ritrova un biglietto con un indirizzo e delle banconote di divisa straniera. Incuriosito, si reca all'indirizzo riportato sul biglietto, in cui sorge la sfarzosa abitazione di un uomo ricchissimo. Il proprietario lo accoglie e comincia a raccontargli la storia del diavolo nella bottiglia, ovvero una bottiglia che contiene uno spirito in grado di avverare i desideri di chi la possiede. L'uomo convince Keawe a comprare l'oggetto, con un'avvertenza: deve tenerla per poco tempo e rivenderla a un prezzo minore di quello che ha pagato, altrimenti la sua anima brucerà all'inferno.